# Charlestown (Maryland)
Charlestown – miasto w Stanach Zjednoczonych, w stanie Maryland, w hrabstwie Cecil.